# Kamal Haasan
Kamal Haasan (nacido el 7 de noviembre de 1954) es un actor,político, director y productor de cine, guionista, cantante y compositor indio que se desenvuelve principalmente en el cine tamil. Kamal ha ganado varios premios cinematográficos, entre ellos tres Premios Nacionales de Cine y diecinueve Premios Filmfare. Su compañía de producción, Rajkamal International, ha producido varias de sus películas.

## Carrera

### Inicios
Kamal Haasan nació el 7 de noviembre de 1954 en el seno de una familia hindú, hijo de D. Srinivasan, un abogado, y Rajalakshmi, un ama de casa. Su hermano, Charuhasan, también ha actuado en películas en la India. La hermana de Kamal, Nalini (nacida en 1946), es una bailarina clásica.
Recibió su educación primaria en la localidad de Paramakudi antes de mudarse a Madrás (ahora Chennai) mientras sus hermanos seguían su educación superior. Kamal continuó su educación en Santhome, Madrás, y se sintió atraído por el cine y las bellas artes gracias a la recomendación de su padre. El legendario director y productor Avichi Meiyappa Chettiar conoció a Kamal casualmente y lo invitó a unirse al reparto de su producción Kalathur Kannamma en 1960 cuando apenas era un niño de seis años. Su actuación en esta película le valió el premio Rashtrapati. 
Después de apartarse durante siete años del cine, Kamal regresó a la industria como asistente de baile del coreógrafo de danza Thankappan. Durante este tiempo, Kamal hizo breves apariciones en algunas películas, incluidos algunos papeles no acreditados. Su primera aparición acreditada fue en la película de 1970 Maanavan, en la que se le puede ver en una secuencia de baile. Luego pasó a ayudar a Thankappan en películas como Annai Velankani (1971) y Kasi Yathirai (1973). En la primera tuvo un papel de reparto y trabajó como asistente de dirección. 

### Reconocimiento

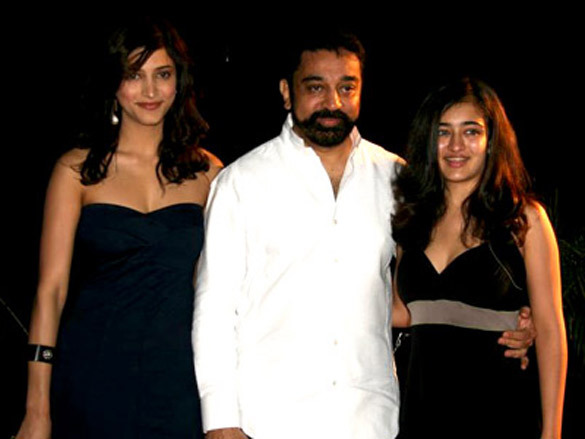
Kamal junto a sus hijas Shruti (izquierda) y Akshara (derecha).

Su primer papel en toda regla fue en la película tamil de K. Balachander, Arangetram (1973). Balachander lo eligió como el antagonista en su producción Sollathaan Ninaikkiren (1973). Kamal pasó a hacer papeles secundarios en películas como Gumasthavin Magal, Aval Oru Thodar Kathai y Naan Avanillai, todas de 1974. El mismo año interpretó su primer papel protagónico en la película en idioma malabar Kanyakumari, por la cual ganó su primer Premio Filmfare. 
Más tarde conoció al director Vaaranam Vijay, a quien se le acredita frecuentemente haber dado forma a las habilidades de actuación de Kamal. Su gran avance como actor protagónico se produjo en el drama de 1975 Apoorva Raagangal, dirigido por K. Balachander, en el que interpretó a un joven rebelde que se enamora de una mujer mayor. Para su personaje, Kamal aprendió a tocar el mridangam. Su desempeño en la película le valió obtener su segundo Premio Filmfare. Ganó su primer Premio Nacional de Cine por su interpretación de un maestro inocente que cuida a un niño con amnesia en Moondram Pirai (1983). Se destacó por sus actuaciones en Nayagan (1987) de Mani Ratnam y en India (1996) de S. Shankar, en la que interpretó papeles dobles de padre e hijo. Desde entonces ha aparecido en numerosas películas, incluyendo Hey Ram (2000), Virumaandi (2004) y Vishwaroopam (2013) que fueron sus propias producciones, y Dasavathaaram (2008) en la que interpretó diez papeles diferentes.

## Premios y reconocimientos

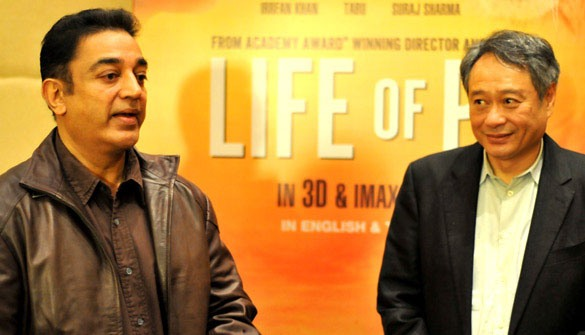
Kamal Haasan entrevista a Ang Lee.

Kamal recibió el premio Kalaimamani en 1979, el Padma Shri en 1990, el Padma Bhushan en 2014 y el Ordre des Arts et des Lettres (Chevalier) en 2016, además de los mencionados tres Premios Nacionales de Cine y diecinueve Premios Filmfare.